# Laurence Ryan
Laurence Ryan (* 13. Mai 1931 in St Mullin's; † 13. Oktober 2003 in Dublin) war Bischof von Kildare und Leighlin.

## Leben
Ryan wurde am 13. Mai 1931 im Townland Ballycrinningan der Gemeinde St. Mullin's geboren, die in der Grafschaft Carlow im irischen Leinster liegt. Seine Eltern waren Michael und Brigid Ryan, er hatte vier jüngere Geschwister, drei Brüder und eine Schwester. Er besuchte das St Mary’s Knockbeg College in der Nähe von Carlow, anschließend studierte er am St Patrick’s College in Maynooth Theologie. Am 17. Juni 1956 empfing er die Priesterweihe.
Von 1958 bis 1980 lehrte er am St. Patrick’s College in Carlow, seit 1974 als dessen Präsident. Von 1980 bis 1985 war er in Naas als Priester tätig, damals noch ein ländlicher Vorort von Dublin.
Papst Johannes Paul II. ernannte ihn am 17. Juli 1984 zum Koadjutorbischof von Kildare und Leighlin. Der Bischof von Kildare und Leighlin, Patrick Lennon, weihte ihn am 9. September desselben Jahres zum Bischof; Mitkonsekratoren waren Gaetano Alibrandi, Apostolischer Nuntius in Irland, und Laurence Forristal, Bischof von Ossory.
Nach dem Rücktritt Lennons folgte er ihm am 10. Dezember 1987 als Bischof von Kildare und Leighlin nach. Aus gesundheitlichen Gründen trat er am 4. Juni 2002 von seinen Ämtern zurück.
Neben seinen Ämtern in der Diözese war Ryan von 1966 bis 1976 Sekretär der Irish Theological Society. 1976 wurde er der erste Präsident der National Conference of Priests of Ireland, er war Vorsitzender des National Jubilee 2000 Committee und Präsident der Irish Episcopal Commission for Justice and Peace.